# Vučedolska čizmica
Vučedolska čizmica je nesvakidašnja, lepa keramička čizmica s ornamentima tipičnim za razdoblje vučedolske kulture. Reč je arheološkom predmetu sa višeslojnog nalazišta naseljavanom kroz dugi niz vekova — počev od najranije, starčevačke kulture datirane u vreme 6. i 5. vek p. n. e. (5500. – 4300. godina p. n. e.), preko eneolitičkih kultura (približno 3500.-2200. godina p. n. e.) – badenske, kostolačke i vučedolske (datirane u period 3000. – 2200.godina p. n. e.) kulture.

## Istorija
Vučedol je arheološki lokalitet u severoistočnoj Hrvatskoj. Smešten je nedaleko od Vukovara, na reci Dunav, tačnije, 5 km nizvodno od grada. Zbog rasprostranjenosti, uticaja i izuzetnih nalaza iz eneolitskog perioda (otkrivene su radionice za preradu bakra, kuće i živopisno ukrašena keramika, kao i jedna u obliku ptice, nazvana - Vučedolska golubica), kultura bakarnog doba nastala na teritoriji Slavonije i Srema, dobila je ime po ovom lokalitetu - Vučedolska kultura, uz napomenu da se u naučnoj literaturi ista kultura naziva i Slavonska, a u Mađarskoj, po lokalitetu Zok, Zok - kultura.
U brojnim kampanjama koje je započeo Gradski muzej Vukovara 1984. godine pa sve do 2007. godine  prikupljeno je mnoštvo keramičkog, koštanog i kamenog materijala, i metalnih predmeta vučedolske, kostolačke i badenske kulture, koji pomaže arheolozima da obave rekonstrukciju života na Vučedolu datiranog u 3. vek p. n. e.

## Otkriće
Vučedolsku čizmicu  pronašla je vukovarska arheologinja Mirela Hutinec, u arheološkoj istraživačkoj kampanji 2007. godine. Čisteći pod jedne vučedolske kuće, u ruševini zida koji je pao na pod kada je kuća izgorela, Mirela je otkrila keramički predmet nepravilnog oblika koji je stabilno stajao na očišćenom podu. Nakon pažljivog čišćenja ukazala se forma mala keramička čizmica sačuvana u celosti, osim jednog malog fragmenta, nevažnog za celokupan izgled i rekonstrukciju aertefakta.
Čizmica koja je datirana oko 2800. godine p. n. e., odnosno na period s početaka vučedolske kulture, nađena je nedaleko od mesta na kojem je 1938. godine pronađena čuvena vučedolska golubica, sličnog načina izrade.
Arheolozi sa tačnošću ne mogu da navedu karakter male čizmice, da li je ona imala praktičnu upotrebu ili je bila relikvija. Po rupicama koje ima na gornjem delu, pretpostavlja se da je mogla služiti i kao ukras, možda i vaza, ali se pretpostavlja da je mogla služiti i kao model za izradu čizama za odrasle Vučedolce. Rupice pri vrhu pronađena čizmicu ukazuje i na to da je ona najverovatnije visila na zidu u nekoj od vučedolskih kuća.

## Značaj
Osim što se radi o izuzetno retkom i u svakom smislu vrednom arheološkom nalazu, datiranom u 3. vek p. n. e. iz perioda kulture bakarnog doba nastale na teritoriji Slavonije i Srema, keramička čizmica ima i umetničku vrednost jer je izrađena sa neopisivo puno pažnje, strpljenja, znanja i veštine.
Ukrašena je poput svetski poznate vučedolske golubice i sa punim pravom joj arheolozi pridaju važnost kakvu je imao taj nalaz. Na sličnost izrade ova dva predmeta ukazuje podatak da je ornament na čizmici (tipični urez u glinu u inkustraciji) prisutan i na vučedolskoj golubici. Kao i drugi keramički predmeti sa ovog lokaliteta i čizmica je ukrašena tako da su se smrvljeni ostaci u prahu, rečnih školjki i puževa, mešali sa posebnom smolom i inkustrirali u svežu glinu koja se potom pekla u posebnim pećima.
| „ | Arheolozi su sigurni da se radi o modelu čizme kakve su Vučedolci stvarno i nosili, čak znatno pre Hetita, odnosno da su Vučedolci bili na visokom civilizacijskom nivoz, jer su neke svetski poznate kulture nosile takvu obuću tek 1000 godina kasnije. | ” |

## Spoljašnje veze
- Vučedolska čizmica (jezik: hrvatski)